# Peter Pecha
Peter Pecha (* 10. června 1989 Malacky) je slovenský herec a zpěvák. V roce 2018 získal Cenu Thálie za ztvárnění titulního hrdiny v muzikálu Rocky.

## Životopis
Narodil se ve slovenských Malackách a vyrůstal ve městě Gbely. V roce 2013 vystudoval muzikálové herectví na Divadelní fakultě Janáčkovy akademie múzických umění v Brně. Během studií navázal partnerský vztah se zpěvačkou a herečkou Kateřinou Sedlákovou, s níž se v září 2019 oženil. Objevil se v menších rolích v televizních seriálech Doktorka Kellerová, Modrý kód a Slunečná.
V roce 2018 získal cenu Thálie v kategorii opereta/muzikál za ztvárnění titulního hrdiny v muzikálu Rocky. O rok později ztvárnil Tarzana ve stejnojmenném muzikálu s hudbou Phila Collinse. V roce 2020 ztvárnil Lujka Zobara v uvedení muzikálu Cikáni jdou do nebe v Divadle Bez zábradlí.

## Divadelní role, výběr
- 2013 Radek Balaš, Michal David, Lou Fanánek Hagen: Mata Hari, Alfred Kiepert a jiné role (v alternaci s Tomášem Petříkem), Divadlo Broadway, režie Radek Balaš
- 2014 Catherine Johnson, Benny Andersson, Björn Ulvaeus, Stig Andreson: Mamma Mia!, Pepper (v alternaci s Martinem Hubeňákem a Tomášem Smičkou), Kongresové centrum Praha, režie Antonín Procházka
- 2015 Gérard Presgurvic: Romeo a Julie, Mercucio (v alternaci s Alešem Slaninou), Divadlo Hybernia, režie Libor Vaculík
- 2016 Ray Bradbury, Steve Josephson, John Hoke: Ray Bradbury’s ‘2116’, Mr. Wycherly/Professor Faber, Divadlo Semafor, režie Steve Josephson
- 2017 Thomas Meehan, Stephen Flaherty, Lynn Ahrens: Rocky, Rocky (v alternaci s Janem Křížem), Kongresové centrum Praha, režie Christoph Drewitz
- 2017 Libor Vaculík, Michal Suchánek, Richard Genzer, Michal David, Lou Fanánek Hagen: Muž se železnou maskou, Raul (v alternaci s Vojtěchem Drahokoupilem a Josefem Vágnerem), Divadlo Broadway, režie Libor Vaculík
- 2017 Sagvan Tofi: Čas růží, Danny (v alternaci s Ondřejem Báborem), Hudební divadlo Karlín, režie Petr Novotný
- 2018 Radek Balaš, Vítězslav Hádl: Trhák, agronom Ticháček (v alternaci s Robertem Urbanem), Divadlo Broadway, režie Radek Balaš
- 2018 Jonathan Larson, David Auburn: Tick, tick ...BOOM!, Michael, Divadlo Na Prádle, režie Martin Vokoun
- 2019 David Henry Hwang, Phil Collins: Tarzan, Tarzan (v alternaci s Davidem Gránským, Vojtěchem Drahokoupilem a Robertem Urbanem), Divadlo Hybernia, režie Libor Vaculík
- 2019 Jaime Salom: Intimní příběhy z Ráje, Adam (v alternaci s Michalem Slaným), Činoherní studio Bouře, režie Jana Janěková
- 2020 Arthur Laurents, Leonard Bernstein, Stephen Sondheim: West Side Story, Bernardo (v alternaci s Jiřím Danielem), Národní divadlo moravskoslezské, režie Jiří Nekvasil